# Nuconarius
Genre
Nuconarius est un genre d'araignées aranéomorphes de la famille des Agelenidae.

## Distribution
Les espèces de ce genre sont endémiques de Chine.

## Liste des espèces
Selon World Spider Catalog (version 19.5, 15/08/2018) :
- Nuconarius brevipatellatus Zhao & Li, 2018
- Nuconarius capitulatus (Wang, 2003)
- Nuconarius pseudocapitulatus (Wang, 2003)

## Publication originale
- Li, Zhao, Zhang & Li, 2018 : Nuconarius gen. n. and Hengconarius gen. n., two new genera of Coelotinae (Araneae, Agelenidae) spiders from southwest China. Zootaxa, no 4457(2), p. 237-262.